# Empty Nest
Empty Nest je američki televizijski sitcom koji se emitirao na NBC-ju od 1988. do 1995. godine. Serija je stvorena kao spin-off sitcoma Zlatne djevojke od strane njegove kreatorice i producentice Susan Harris. Prve tri sezone Empty Nest je bio izuzetno uspješan i među 10 najgledanijih emisija u SAD. Kao i The Golden Girls, producirala ju je The Walt Disney Company.
Radnja serije se odvijala u Miamiju, u kući uspješnog pedijatra dr. Harryja Westona (Richard Mulligan), čiji se život potpuno preokrenuo nakon smrti supruge. Njegove dvije odrasle kćeri - neurotična raspuštenica Carol (Dinah Manoff) i policajka Barbara (Kristy Mac Nicol) - mu dolaze praviti društvo. Uskoro se ispostavilo da je Westonova kuća tik do kuće u kojoj živjele glavne junakinje TV-serije The Golden Girls. U pretposljednjoj sezoni se pojavio lik treće Harryjeve kćeri Emily (Lisa Rieffel), a u posljednje dvije sezone je stalni član postave bila Estelle Getty, tumačeći lik Sophije Petrillo iz The Golden Girls.
Pored Harryja, stalni član postave je bio David Leisure kao Harryjev seksistički sudjed Charley i Park Overall kao bolničarka Laverne.
I sam spinoff, Empty Nest je potakao stvaranje vlastitog spinoffa pod nazivom Nurses, čije su junakinje bile bolničarke u Harryjevoj bolnici. 
Serija je prve tri sezone bila izuzetno gledana, a Mulligan je za ulogu dr. Harryja Westona 1989. godine dobio svoj drugi Emmy u karijeri.

## Vanjske poveznice
- Empty Nest u internetskoj bazi filmova IMDb-a
- Empty Nest Online